# Şah Deniz-gázmező
Koordináták: é. sz. 39° 58′, k. h. 50° 13′39.966667°N 50.216667°E
A Şah Deniz-gázmező Azerbajdzsánban, a Kaszpi-tenger alatt található földgázlelőhely, amely azonban a földgázon kívül kőolajat és gázkondenzátumot is tartalmaz. A fővárostól, Bakutól mintegy 70 km-re délkeletre, 50–600 m-es vízmélységű terület alatt található, 1999-ben felfedezett mező kiterjedése kb. 860 km².
Azerbajdzsán legnagyobb földgázlelőhelye, gázkészletét 1,5–3 milliárd hordó olajegyenérték közöttire becsülik, ami 50-100 milliárd m³ földgáznak felel meg.  Ezen fölül a gázkondenzátum készlete kb. 240 millió tonna. A szénhidrogénkincs kitermelésére létrehozott nemzetközi konzorciumban a brit BP és a norvég StatoilHydro játssza a vezető szerepet, mindkét vállalat esetében 25,5%-os részesedéssel. A konzorciumban 10%-ot birtokol az azeri állami energetikai vállalat, az Azərbaycan Respublikası Dövlət Neft Şirkəti (angol rövidítése: SOCAR), további 10–10%-ot a francia Total S.A., az orosz LukOil leányvállalata, a LukAgip, valamint az Oil Industries Engeneering & Construction, a török Türkiye Petrolleri Anonim Ortaklığı pedig 9%-kal részesedik.
A kitermelés 2006 decemberében kezdődött. A Şah Deniz-gázmezőn kitermelt földgázt a 692 km hosszú, Azerbajdzsánból Grúzián keresztül haladó Dél-kaukázusi gázvezetéken (vagy más néven: Bakı–Tbiliszi–Erzurum-gázvezeték) szállítják Törökországba. A földgázból 2007-től Grúzia is vásárol. A gázmező lenne a tervezett Nabucco-vezeték fő forrása is.

## Külső hivatkozások
- A Şah Deniz-gázmező a Statoil honlapján Archiválva 2007. május 20-i dátummal a Wayback Machine-ben
- A Şah Deniz-gázmező az Offshore Technologies vállalat honlapján
- Energia – Kapós az azeri Sah Deniz 2 gázmező, VilággazdaságOnline[halott link]